# Valvarrone
Valvarrone ist eine italienische Gemeinde (comune) mit 486 Einwohnern (Stand 31. Dezember 2023) in der  Provinz Lecco (Region Lombardei).

## Geografie
Die Gemeinde liegt etwa 25 km nördlich der Provinzhauptstadt Lecco im gleichnamigen vom Fluss Varrone durchflossenen Tal östlich des Comer Sees in den Bergamasker Alpen.
Die Nachbargemeinden sind Bellano, Casargo, Colico, Dervio, Dorio, Pagnona und Sueglio.

## Verwaltungsgliederung
Zur Gemeinde Valvarrone gehören die 14 Fraktionen: Acque, Avano, Benago, Bondal, Comun, Grasagne, Introzzo (Gemeindesitz), Masatele, Monte Lavadè, Posol, Roccoli Lorla, Tremenico, Subiale und Vestreno.

## Geschichte
Die Gemeinde entstand zum 1. Januar 2018 aus dem Zusammenschluss der bis dahin eigenständigen Gemeinden Introzzo, Tremenico und Vestreno.

## Bilder

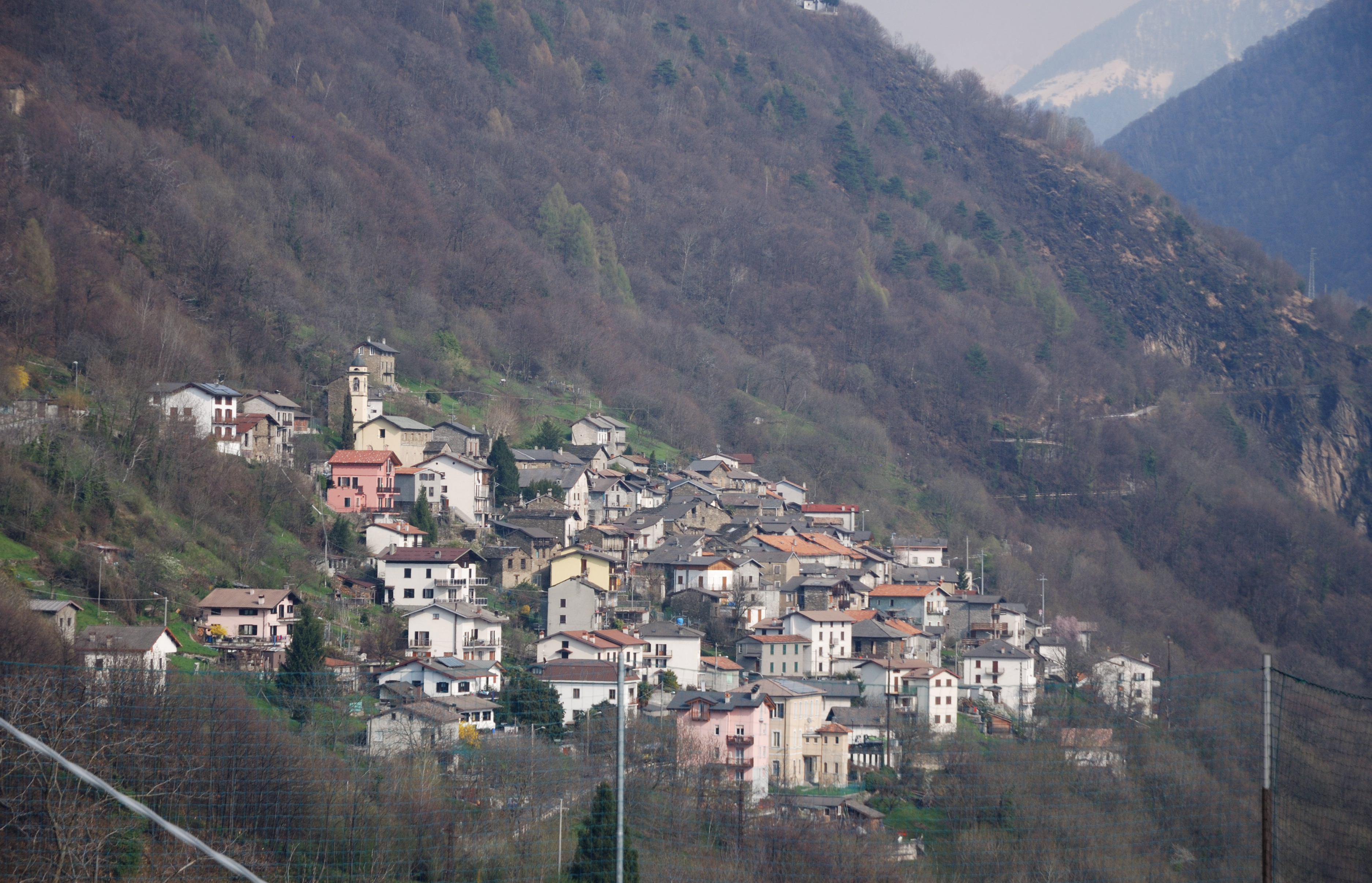
Introzzo im Valvarrone
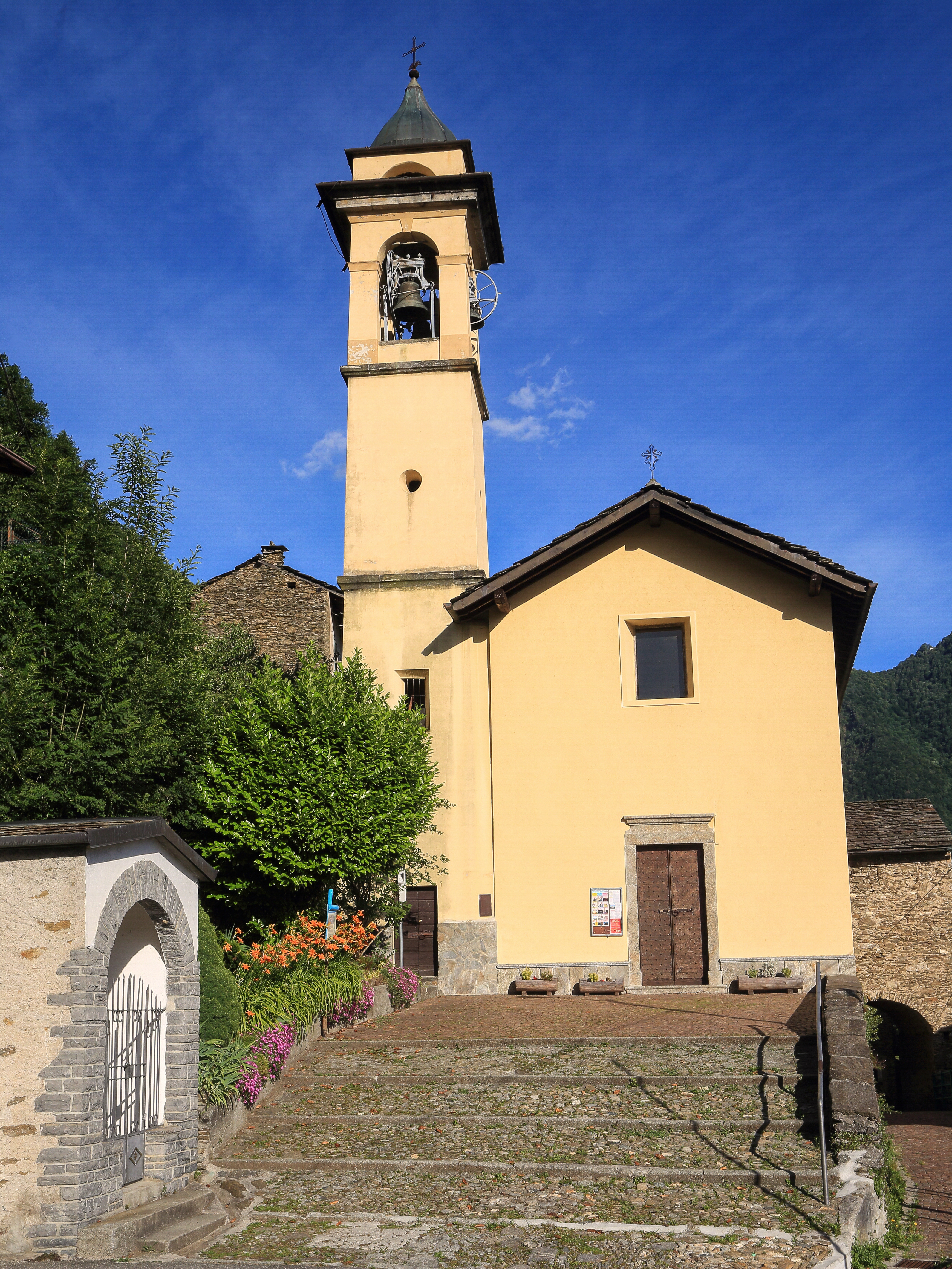
Sant’Antonio Abate in Introzzo
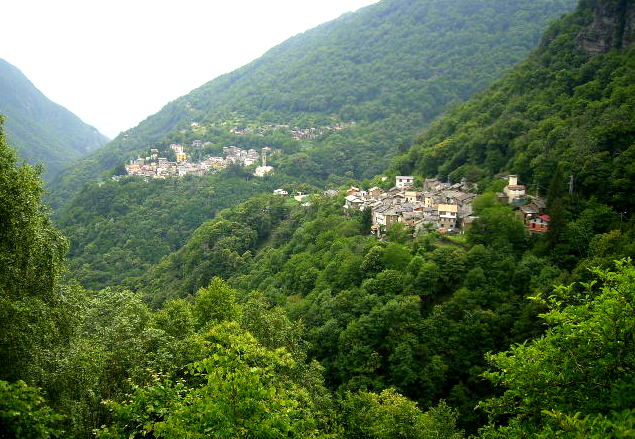
Die Ortsteile Tremenico und Avano im Valvarrone

## Sehenswürdigkeiten
- Kirche Sant’Antonio abate in Introzzo
- Kirche Santa Maria Assunta in Avano
- Kirche Sant’Agata in Tremenico
- Oratorium di San Carlo a Tremenico
- Wallfahrtskirche Beata Vergine di Bondo in Vestreno
- Kirche in Lavadè
- Museum Cantar di Pietra, in Tremenico
- Ecomuseo della Valvarrone in Introzzo